# Justicia riparia
Justicia riparia är en akantusväxtart som beskrevs av C. Kameyama. Justicia riparia ingår i släktet Justicia och familjen akantusväxter. Inga underarter finns listade i Catalogue of Life.